# Jorge Cardoso (presbítero)
Jorge Cardoso (Lisboa, Portugal, 31 de dezembro de 1606 — 3 de outubro de 1669) foi um presbítero português. A sua vida foi quase inteiramente dedicada à hagiografia e à história eclesiástica, desenvolvendo vários projetos editoriais, entre os quais o Agiológio Lusitano.
Desde muito novo Jorge Cardoso demonstrou um interesse pela hagiografia, mesmo antes da sua ordenação como presbítero, que ocorreu a 4 de julho de 1632, publicando a sua primeira obra em Lisboa, em 1629, o Ofício Menor dos Santos de Portugal.
A sua obra publicada mais notável foi o Agiológio Lusitano, cujos volumes começaram a ser publicados em 1652, e terminaram, já postumamente, em 1744, com a coautoria de D. António Caetano de Sousa.